# Football Club de Sion 2011-2012
Questa voce raccoglie le informazioni riguardanti il Football Club de Sion nelle competizioni ufficiali della stagione 2011-2012.

## Stagione
Nella stagione 2011-2012 il Sion, allenato da Laurent Roussey, Sébastien Fontbonne e Vladimir Petković, concluse il campionato di Super League al 9º posto e vinse il doppio spareggio promozione-retrocessione con l'Aarau. In Coppa Svizzera il Sion fu eliminato in semifinale dal Lucerna. In Europa League il Sion fu eliminato ai playoff dal Celtic.

## Avvenimenti
Il Sion chiude il campionato al nono posto con 17 punti rischiando la retrocessione dopo aver subito 36 punti di penalizzazione per aver schierato in UEFA Europa League dei giocatori non schierabili, che sarebbe arrivata se il Neuchâtel Xamax non fosse stato espulso dal torneo a gennaio per inadempienze economiche. Vilmos Vanczák è il capocannoniere in campionato con 9 reti.
Nella coppa nazionale i biancorossi eliminano Colombier (0-5), Stade Nyonnais (1-2), Tuggen (1-2) e Bienne (1-3) arrivando alla semifinale ma perdendo il confronto contro il Lucerna 0-1.
In Europa il Sion viene escluso dal Celtic: il 2 settembre 2011 l'UEFA accoglie il ricorso della società scozzese sull'impiego anomalo di alcuni calciatori del Sion, assegnando la vittoria a tavolino per entrambe le partite dei play-off al Celtic, che accede così alla fase a gironi (doppio 3-0). Sul campo gli scozzesi avevano perso il doppio confronto (andata 0-0, ritorno 1-3).
Il 23 aprile Laurent Roussey si dimette venendo subentrato dal presidente Christian Constantin che tiene l'incarico di allenatore fino al 15 maggio del 2012, quando il bosniaco naturalizzato svizzero Vladimir Petković subentra a Constantin alla guida del Sion.
Petković perde 3 delle 4 partite rimanenti vincendo l'unica fondamentale: l'andata dello spareggio salvezza giocatasi a Sion contro l'Aarau per 3-0 (il ritorno verrà perso due giorni dopo per 1-0) che consente al Sion di rimanere per un altro anno nella massima divisione svizzera. A giugno il tecnico elvetico lascia l'incarico per rispondere alla chiamata della Lazio.

## Rosa
| N. |                        | Ruolo | Calciatore         |
| -- | ---------------------- | ----- | ------------------ |
| 1  | Lettonia (bandiera)    | P     | Andris Vaņins      |
| 3  | Montenegro (bandiera)  | D     | Miloš Bakrač       |
| 3  | Spagna (bandiera)      | C     | Gabri              |
| 4  | Portogallo (bandiera)  | D     | José Gonçalves     |
| 4  | Svizzera (bandiera)    | D     | Léo Lacroix        |
| 5  | Paesi Bassi (bandiera) | D     | Michael Dingsdag   |
| 6  | Brasile (bandiera)     | D     | Aislan             |
| 7  | Lussemburgo (bandiera) | C     | Mario Mutsch       |
| 8  | Brasile (bandiera)     | C     | Ferrugem           |
| 9  | Brasile (bandiera)     | A     | Danilo             |
| 11 | Camerun (bandiera)     | A     | Christ Mbondi      |
| 12 | Svizzera (bandiera)    | A     | Danick Yerly       |
| 13 | Svizzera (bandiera)    | C     | Sébastien Wüthrich |
| 14 | Albania (bandiera)     | C     | Vullnet Basha      |
| 16 | Svizzera (bandiera)    | C     | Didier Crettenand  |

| N. |                           | Ruolo | Calciatore           |
| -- | ------------------------- | ----- | -------------------- |
| 18 | Svizzera (bandiera)       | P     | Kevin Fickentscher   |
| 19 | Serbia (bandiera)         | A     | Dragan Mrđa          |
| 20 | Ungheria (bandiera)       | D     | Vilmos Vanczák       |
| 21 | Francia (bandiera)        | C     | Abdoul Yoda          |
| 22 | Serbia (bandiera)         | C     | Goran Obradović      |
| 23 | Svizzera (bandiera)       | C     | Xavier Margairaz     |
| 25 | Svizzera (bandiera)       | C     | Evan Melo            |
| 26 | Costa d'Avorio (bandiera) | C     | Serey Dié            |
| 27 | Francia (bandiera)        | C     | Geoffrey Tréand      |
| 28 | Romania (bandiera)        | A     | Cristian Florin Ianu |
| 29 | Svizzera (bandiera)       | C     | Florian Berisha      |
| 30 | Svizzera (bandiera)       | P     | Steven Deana         |
| 31 | Svizzera (bandiera)       | D     | Arnaud Bühler        |
| 32 | Svizzera (bandiera)       | C     | Anthony Sauthier     |
| 33 | Brasile (bandiera)        | D     | Adaílton             |

## Organigramma societario
Area tecnica
- Allenatore: Vladimir Petković
- Allenatore in seconda:
- Preparatore dei portieri: Marco Pascolo
- Preparatori atletici:

## Calciomercato

### Sessione estiva
| Acquisti | Acquisti              | Acquisti        | Acquisti |
| R.       | Nome                  | da              | Modalità |
| -------- | --------------------- | --------------- | -------- |
| A        | Saidu Adeshina        | Sciaffusa       |          |
| A        | Guilherme Afonso      | Lugano          |          |
| C        | Pascal Feindouno      | Monaco          |          |
| C        | Gabri                 | Umm-Salal       |          |
| D        | Stefan Glarner        | Thun            |          |
| D        | José Gonçalves        | San Gallo       |          |
| A        | Billy Ketkeophomphone | Strasburgo      |          |
| D        | Michele Morganella    | Stade Nyonnais  |          |
| C        | Mario Mutsch          | Metz            |          |
| A        | Mohamed Traoré        | Al-Nasr Bengasi |          |

| Cessioni | Cessioni              | Cessioni   | Cessioni |
| R.       | Nome                  | a          | Modalità |
| -------- | --------------------- | ---------- | -------- |
| A        | Aleksandar Prijović   | Losanna    |          |
| A        | Loïc Chatton          | Lugano     |          |
| C        | Álvaro José Domínguez | Samsunspor |          |
| A        | Nicolas Marin         | Losanna    |          |
| C        | Steve Rouiller        | Monthey    |          |

### Sessione invernale
| Acquisti | Acquisti             | Acquisti        | Acquisti |
| R.       | Nome                 | da              | Modalità |
| -------- | -------------------- | --------------- | -------- |
| D        | Aislan               | Guarani         |          |
| C        | Geoffrey Tréand      | Neuchâtel Xamax |          |
| C        | Xavier Margairaz     | Zurigo          |          |
| A        | Cristian Florin Ianu | Lucerna         |          |
| C        | Vullnet Basha        | Neuchâtel Xamax |          |
| A        | Danilo               | Honvéd          |          |
| C        | Sébastien Wüthrich   | Neuchâtel Xamax |          |

| Cessioni | Cessioni              | Cessioni     | Cessioni |
| R.       | Nome                  | a            | Modalità |
| -------- | --------------------- | ------------ | -------- |
| D        | Michele Morganella    | Kriens       |          |
| A        | Guilherme Afonso      | Lugano       |          |
| D        | Jonas Elmer           | Bellinzona   |          |
| A        | Billy Ketkeophomphone | Tours        |          |
| C        | Fabrizio Zambrella    | PAS Giannina |          |
| A        | Giovanni Sio          | Wolfsburg    |          |
| A        | Saidu Adeshina        | Chiasso      |          |
| D        | Stefan Glarner        | Zurigo       |          |
| C        | Yacoub Meité          | Tours        |          |
| D        | Branislav Micic       | Sion II      |          |
| A        | Mohamed Traoré        | Ismaily      |          |

## Risultati

### Super League

#### Prima fase, girone di andata
| Arbitro: | Bieri |

|               |           |  |
| Obradović 74’ | Marcatori |  |

| Arbitro: | Hänni |

|         |           |                         |
| Sio 90’ | Marcatori | 34’ Schneuwly 85’ Degen |

| Arbitro: | Bieri |

|  |           |                          |
|  | Marcatori | 44’, 81’ Vanczák 54’ Sio |

| Arbitro: | Graf |

|                                 |           |                                 |
| Zoua 15’ Shaqiri 24’ Cabral 90’ | Marcatori | 6’ Vanczák 20’ Adaílton 80’ Sio |

| Arbitro: | Gremaud |

|             |           |           |
| Vanczák 64’ | Marcatori | 5’ Winter |

| Arbitro: | Laperrière |

|  |           |                    |
|  | Marcatori | 83’, 88’ Feindouno |

| Arbitro: | Jaccottet |

|  |           |                                          |
|  | Marcatori | 8’ Routis 20’, 65’ Vitkieviez 24’ Yartey |

| Arbitro: | Gremaud |

|  |           |                         |
|  | Marcatori | 13’, 45’ Sio 90’ Mutsch |

| Arbitro: | Graf |

|                          |           |  |
| Feindouno 11’ Mutsch 42’ | Marcatori |  |

#### Prima fase, girone di ritorno
| Arbitro: | Kever |

|                                     |           |  |
| Yakın 19’ (rig.) Renggli 90’ (rig.) | Marcatori |  |

| Arbitro: | Bieri |

|               |           |  |
| Obradović 59’ | Marcatori |  |

| Arbitro: | Klossner |

|  |           |                     |
|  | Marcatori | 28’ Vanczák 78’ Sio |

| Arbitro: | Kever |

|  |           |          |
|  | Marcatori | 45’ Zoua |

| Arbitro: | Studer |

|                      |           |  |
| Vanczák 55’ Mrđa 74’ | Marcatori |  |

| Arbitro: | Laperrière |

|                           |           |         |
| Mustafi 10’ Feltscher 37’ | Marcatori | 29’ Sio |

| Arbitro: | Graf |

|                     |           |  |
| Afonso 11’ Yoda 18’ | Marcatori |  |

| Arbitro: | Studer |

|             |           |                   |
| Costanzo 9’ | Marcatori | 12’ (aut.) Wölfli |

| Arbitro: | Carrell |

|             |           |             |
| Mehmedi 32’ | Marcatori | 64’ Vanczák |

#### Seconda fase, girone di andata
| Basilea 5 febbraio 2012, ore 16:00 CET 19ª giornata | Basilea | 0 – 0 referto | Sion | St. Jakob-Park (25 762 spett.)\| Arbitro: \| Carrell \| |
| Arbitro:                                            | Carrell |               |      |                                                         |

| Arbitro: | Klossner |

|  |           |                    |
|  | Marcatori | 83’ (rig.) Spycher |

| 18 febbraio 2012, ore CET 21ª giornata | Neuchâtel Xamax | 0 – 0 referto | Sion |  |

| Arbitro: | Gremaud |

|  |           |               |
|  | Marcatori | 84’ Karanović |

| Arbitro: | Studer |

|  |           |          |
|  | Marcatori | 16’ Yoda |

| Arbitro: | Wermelinger |

|            |           |  |
| Danilo 29’ | Marcatori |  |

| Lucerna 17 marzo 2012, ore 17:45 CET 25ª giornata | Lucerna | 0 – 0 referto | Sion | swissporarena (11 498 spett.)\| Arbitro: \| Carrell \| |
| Arbitro:                                          | Carrell |               |      |                                                        |

| Arbitro: | Graf |

|           |           |  |
| Yerly 73’ | Marcatori |  |

| Arbitro: | Zimmermann |

|  |           |                        |
|  | Marcatori | 45’ Vanczák 49’ Bühler |

#### Seconda fase, girone di ritorno
| Arbitro: | Carrell |

|                     |           |                      |
| Dié 58’ Vanczák 71’ | Marcatori | 33’ (rig.) Chikhaoui |

| Arbitro: | Wermelinger |

|                              |           |                                   |
| Yartey 87’ (rig.) Soares 90’ | Marcatori | 16’ Wüthrich 90’ (aut.) Karanović |

| Arbitro: | Studer |

|  |           |                              |
|  | Marcatori | 49’, 83’ Frei 74’ Steinhöfer |

| Arbitro: | Kever |

|                   |           |          |
| Aislan 69’ (aut.) | Marcatori | 30’ Ianu |

| Arbitro: | Hänni |

|          |           |  |
| Roux 14’ | Marcatori |  |

| Arbitro: | Amhof |

|                                          |           |               |
| Ianu 15’ (rig.) Crettenand 29’ Yerly 50’ | Marcatori | 7’, 22’ Zuber |

| 12 maggio 2012, ore CEST 34ª giornata | Sion | 0 – 0 referto | Neuchâtel Xamax |  |

| Arbitro: | Amhof |

|                                     |           |  |
| Farnerud 31’ Bobadilla 61’ Frey 90’ | Marcatori |  |

| Arbitro: | Bieri |

|                   |           |                                           |
| Zibung 34’ (aut.) | Marcatori | 39’ Stahel 83’ (rig.) Kukeli 89’ Ferreira |

### Spareggio promozione-retrocessione
| Arbitro: | Studer |

|                             |           |  |
| Mrđa 58’, 81’ Margairaz 67’ | Marcatori |  |

| Arbitro: | Graf |

|           |           |  |
| Gashi 54’ | Marcatori |  |

### Coppa Svizzera
| 18 settembre 2011, ore 14:30 CEST Primo turno | FC Colombier | 0 – 5 | Sion |  |

| 15 ottobre 2011, ore 17:30 CEST Secondo turno | Stade Nyonnais | 1 – 2 | Sion |  |

| 26 novembre 2011, ore 15:00 CET Ottavi di finale | Tuggen | 1 – 2 | Sion |  |

| 21 marzo 2012, ore 20:15 CET Quarti di finale | Bienne | 1 – 3 | Sion |  |

| 11 aprile 2012, ore 20:15 CEST Semifinale | Sion | 0 – 1 | Lucerna |  |

### Europa League

#### Fase di qualificazione
| Glasgow 18 agosto 2011, ore 21:05 CEST Playoff - andata | Celtic    | 3 – 0 a tavolino referto | Sion | Celtic Park (51 795 spett.)\| Arbitro: \| Strahonja \| |
| Arbitro:                                                | Strahonja |                          |      |                                                        |

| Arbitro: | Borbalán |

|                                  |           |             |
| Feindouno 3’ (rig.), 63’ Sio 82’ | Marcatori | 78’ Mulgrew |

## Statistiche

### Statistiche di squadra
| Competizione                       | Punti | In casa | In casa | In casa | In casa | In casa | In casa | In trasferta | In trasferta | In trasferta | In trasferta | In trasferta | In trasferta | Totale | Totale | Totale | Totale | Totale | Totale | DR |
| Competizione                       | Punti | G       | V       | N       | P       | Gf      | Gs      | G            | V            | N            | P            | Gf           | Gs           | G      | V      | N      | P      | Gf     | Gs     | DR |
| ---------------------------------- | ----- | ------- | ------- | ------- | ------- | ------- | ------- | ------------ | ------------ | ------------ | ------------ | ------------ | ------------ | ------ | ------ | ------ | ------ | ------ | ------ | -- |
| Super League                       | 55    | 18      | 9       | 2       | 7       | 18      | 19      | 18           | 6            | 8            | 4            | 22           | 16           | 36     | 15     | 10     | 11     | 40     | 35     | +5 |
| Spareggio promozione-retrocessione | -     | 1       | 1       | 0       | 0       | 3       | 0       | 1            | 0            | 0            | 1            | 0            | 1            | 2      | 1      | 0      | 1      | 3      | 1      | +2 |
| Coppa Svizzera                     | -     | 1       | 0       | 0       | 1       | 0       | 1       | 4            | 4            | 0            | 0            | 12           | 3            | 5      | 4      | 0      | 1      | 12     | 4      | +8 |
| Europa League                      | -     | 1       | 0       | 0       | 1       | 0       | 3       | 1            | 0            | 0            | 1            | 0            | 3            | 2      | 0      | 0      | 2      | 0      | 6      | -6 |
| Totale                             | 55    | 21      | 10      | 2       | 9       | 21      | 23      | 24           | 10           | 8            | 6            | 34           | 23           | 45     | 20     | 10     | 15     | 55     | 46     | +9 |

### Andamento in campionato
| Giornata  | 1  | 2  | 3  | 4  | 5  | 6  | 7  | 8  | 9  | 10 | 11 | 12 | 13 | 14 | 15 | 16 | 17 | 18 | 19 | 20 | 21 | 22 | 23 | 24 | 25 | 26 | 27 | 28 | 29 | 30 | 31 | 32 | 33 | 34 | 35 | 36 |
| --------- | -- | -- | -- | -- | -- | -- | -- | -- | -- | -- | -- | -- | -- | -- | -- | -- | -- | -- | -- | -- | -- | -- | -- | -- | -- | -- | -- | -- | -- | -- | -- | -- | -- | -- | -- | -- |
| Luogo     | C  | C  | T  | T  | C  | T  | C  | T  | C  | T  | C  | T  | C  | C  | T  | C  | T  | T  | T  | C  | T  | C  | T  | C  | T  | C  | T  | C  | T  | C  | T  | T  | C  | C  | T  | C  |
| Risultato | V  | P  | V  | N  | N  | V  | P  | V  | V  | P  | V  | V  | P  | V  | P  | V  | N  | N  | N  | P  | N  | P  | V  | V  | N  | V  | V  | V  | N  | P  | N  | P  | V  | N  | P  | P  |
| Posizione | 10 | 10 | 10 | 10 | 10 | 10 | 10 | 10 | 10 | 10 | 10 | 10 | 10 | 10 | 10 | 10 | 10 | 10 | 9  | 9  | 9  | 9  | 9  | 9  | 9  | 9  | 9  | 9  | 9  | 9  | 9  | 9  | 9  | 9  | 9  | 9  |

Legenda:

Luogo: C = Casa; T = Trasferta. Risultato: V = Vittoria; N = Pareggio; P = Sconfitta.

### Statistiche dei giocatori
| Giocatore          | Super League | Super League | Super League | Super League | Europa League | Europa League | Europa League | Europa League | Totale   | Totale | Totale      | Totale     |
| Giocatore          | Presenze     | Reti         | Ammonizioni  | Espulsioni   | Presenze      | Reti          | Ammonizioni   | Espulsioni    | Presenze | Reti   | Ammonizioni | Espulsioni |
| ------------------ | ------------ | ------------ | ------------ | ------------ | ------------- | ------------- | ------------- | ------------- | -------- | ------ | ----------- | ---------- |
| A. Adaílton        | 27           | 1            | 11           | 1            | 2             | 0             | 1             | 0             | 29       | 1      | 12          | 1          |
| S. Adeshina        | 0            | 0            | 0            | 0            | 0             | 0             | 0             | 0             | 0        | 0      | 0           | 0          |
| A. Adão            | 1            | 0            | 0            | 0            | 0             | 0             | 0             | 0             | 1        | 0      | 0           | 0          |
| G. Afonso          | 11           | 1            | 1            | 0            | 2             | 0             | 0             | 0             | 13       | 1      | 1           | 0          |
| A. Aislan          | 4            | 0            | 0            | 0            | 0             | 0             | 0             | 0             | 4        | 0      | 0           | 0          |
| M. Bakrač          | 0            | 0            | 0            | 0            | 0             | 0             | 0             | 0             | 0        | 0      | 0           | 0          |
| V. Basha           | 12           | 0            | 3            | 0            | 0             | 0             | 0             | 0             | 12       | 0      | 3           | 0          |
| F. Berisha         | 0            | 0            | 0            | 0            | 0             | 0             | 0             | 0             | 0        | 0      | 0           | 0          |
| A. Bühler          | 29           | 1            | 5            | 0            | 2             | 0             | 0             | 0             | 31       | 1      | 5           | 0          |
| D. Crettenand      | 23           | 1            | 1            | 0            | 1             | 0             | 0             | 0             | 24       | 1      | 1           | 0          |
| D. Danilo          | 13           | 1            | 3            | 0            | 0             | 0             | 0             | 0             | 13       | 1      | 3           | 0          |
| S. Deana           | 0            | 0            | 0            | 0            | 0             | 0             | 0             | 0             | 0        | 0      | 0           | 0          |
| M. Dingsdag        | 32           | 0            | 10           | 0            | 2             | 0             | 2             | 0             | 34       | 0      | 12          | 0          |
| S. Dié             | 30           | 1            | 7            | 0            | 2             | 0             | 1             | 0             | 32       | 1      | 8           | 0          |
| J. Elmer           | 3            | 0            | 0            | 0            | 0             | 0             | 0             | 0             | 3        | 0      | 0           | 0          |
| P. Feindouno       | 9            | 3            | 0            | 0            | 2             | 2             | 0             | 0             | 11       | 5      | 0           | 0          |
| F. Ferrugem        | 28           | 0            | 7            | 0            | 2             | 0             | 0             | 0             | 30       | 0      | 7           | 0          |
| K. Fickentscher    | 2            | 0            | 0            | 1            | 0             | 0             | 0             | 0             | 2        | 0      | 0           | 1          |
| G. Gabri           | 5            | 0            | 0            | 0            | 1             | 0             | 0             | 0             | 6        | 0      | 0           | 0          |
| S. Glarner         | 0            | 0            | 0            | 0            | 0             | 0             | 0             | 0             | 0        | 0      | 0           | 0          |
| J. Gonçalves       | 5            | 0            | 0            | 0            | 1             | 0             | 0             | 0             | 6        | 0      | 0           | 0          |
| C. Ianu            | 9            | 2            | 1            | 0            | 0             | 0             | 0             | 0             | 9        | 2      | 1           | 0          |
| B. Ketkeophomphone | 1            | 0            | 0            | 0            | 0             | 0             | 0             | 0             | 1        | 0      | 0           | 0          |
| L. Lacroix         | 0            | 0            | 0            | 0            | 0             | 0             | 0             | 0             | 0        | 0      | 0           | 0          |
| X. Margairaz       | 15           | 0            | 1            | 0            | 0             | 0             | 0             | 0             | 15       | 0      | 1           | 0          |
| C. Mbondi          | 2            | 0            | 0            | 0            | 0             | 0             | 0             | 0             | 2        | 0      | 0           | 0          |
| Y. Meité           | 0            | 0            | 0            | 0            | 0             | 0             | 0             | 0             | 0        | 0      | 0           | 0          |
| E. Melo            | 3            | 0            | 0            | 0            | 0             | 0             | 0             | 0             | 3        | 0      | 0           | 0          |
| B. Micic           | 0            | 0            | 0            | 0            | 0             | 0             | 0             | 0             | 0        | 0      | 0           | 0          |
| M. Morganella      | 0            | 0            | 0            | 0            | 0             | 0             | 0             | 0             | 0        | 0      | 0           | 0          |
| D. Mrđa            | 9            | 1            | 1            | 0            | 0             | 0             | 0             | 0             | 9        | 1      | 1           | 0          |
| M. Mutsch          | 16           | 2            | 3            | 0            | 2             | 0             | 0             | 0             | 18       | 2      | 3           | 0          |
| G. Obradović       | 27           | 2            | 4            | 1            | 2             | 0             | 0             | 0             | 29       | 2      | 4           | 1          |
| G. Ogăraru         | 3            | 0            | 0            | 0            | 0             | 0             | 0             | 0             | 3        | 0      | 0           | 0          |
| A. Prijović        | 6            | 0            | 0            | 0            | 1             | 0             | 0             | 0             | 7        | 0      | 0           | 0          |
| A. Sauthier        | 11           | 0            | 2            | 0            | 0             | 0             | 0             | 0             | 11       | 0      | 2           | 0          |
| G. Sio             | 18           | 7            | 4            | 0            | 2             | 1             | 1             | 0             | 20       | 8      | 5           | 0          |
| M. Traoré          | 0            | 0            | 0            | 0            | 0             | 0             | 0             | 0             | 0        | 0      | 0           | 0          |
| G. Tréand          | 6            | 0            | 0            | 0            | 0             | 0             | 0             | 0             | 6        | 0      | 0           | 0          |
| V. Vanczák         | 32           | 9            | 7            | 0            | 2             | 0             | 0             | 0             | 34       | 9      | 7           | 0          |
| A. Vaņins          | 32           | 0            | 3            | 0            | 2             | 0             | 0             | 0             | 34       | 0      | 3           | 0          |
| S. Wüthrich        | 14           | 1            | 1            | 0            | 0             | 0             | 0             | 0             | 14       | 1      | 1           | 0          |
| D. Yerly           | 6            | 2            | 0            | 0            | 0             | 0             | 0             | 0             | 6        | 2      | 0           | 0          |
| A. Yoda            | 17           | 2            | 3            | 0            | 0             | 0             | 0             | 0             | 17       | 2      | 3           | 0          |
| F. Zambrella       | 12           | 0            | 2            | 0            | 0             | 0             | 0             | 0             | 12       | 0      | 2           | 0          |